# Подковальникова, Ольга Анатольевна
Ольга Анатольевна Подковальникова (род. 28 сентября 1984, Йошкар-Ола, Марийская АССР, РСФСР, СССР) — российская баскетболистка, выступавшая в амплуа центровая. Неоднократный призёр многих международных соревнований в составе молодёжных сборных России по баскетболу. Обладатель Мирового кубка, чемпион России, двукратный обладатель Кубка России. Мастер спорта России международного класса.

## Биография
Ольга Подковальникова начала заниматься спортом в отделении баскетбола Республиканской детско-юношеской школы Олимпийского резерва г. Йошкар-Олы. Затем продолжила заниматься баскетболом в Вологодской СДЮСШОР № 2.
В 14 лет Ольгу начала играть за основной состав «Вологды-Чевакаты», откуда стала вызываться в сборную Россию различных возрастов. В 2001 году на юниорском чемпионате мира в Чехии завоевала серебряные медали.
В июле 2002 года стала чемпионкой Европы среди юниорок (до 18 лет) в Словении. На том первенстве была лучшая в команде по набранным очкам (16,8), подборам (8,3) и блок-шотам (3,8). Через 10 дней участвовала в молодёжном первенстве Европы (до 20 лет). В Чехии российские девушки завоевали серебряные медали, Подковальникова была лучшая в команде по подборам (7,5) и блок-шотам (2,6).
После окончания сезона в 2002/03 Российская федерация баскетбола признала Подковальникову надеждой года. Она подписала контракт с ВБМ-СГАУ. В единственном сезоне за самарский клуб выиграла мировой кубок, стала обладателем первого розыгрыша Кубка России и победила в российском первенстве.
Следующий сезон провела в составе главного антагониста ВБМ-СГАУ — екатеринбургском УГМК. Стала бронзовым призёром российского первенства и обладателем Кубка России. В финале Кубка вышла в стартовом составе против своих бывших партнёров по самарскому клубу. За 37 минут матча Подковальникова набрала 4 очка, отдала 4 передачи, сделала 7 подборов и 4 блок-шота (больше всех). На следующий сезон УГМК решил усилить позицию центровой, были подписаны контракты с Сьюзи Баткович, Малгожатой Дидек и Оксаной Закалюжной. Понимая, что в данном случае ей место в команде не найдётся, Подковальникова уехала в испанский «Рос Касарес». С валенсийками заняда 4-е место в испанском первенстве, участвовала в финале Кубка Испании, 4 очка. Затем переехала во Францию, где за «БЛМА Монпелье» провела полтора сезона и снова вернулась в Испанию выступать за «БК Олеса-Эспаньол». В сезоне 2008/09 была признана лучшим защитником и лучшей восточноевропейской баскетболисткой в Испании, имея при этом лучший показатель по блок-шотам (1,5 за матч). Также вошла в «символическую пятёрку» испанского первенства.
Сезон 2009/2010 провела за один из сильнейших клубов Испании — «Перфумериас Авенида». В Саламанке завоевала серебряные медали чемпионата Испании, принимала участие в 1/4 финала Евролиги ФИБА.
Затем вернулась в Олеса-де-Монсеррат выступать за «Олесу». К середине сезона испытывающий большие финансовые трудности каталонский клуб стал избавляться от лидеров. В феврале 2011 года команду покинула и Подковальникова, которая после данных событий завершила игровую карьеру.
Стала жить в Барселоне, играть за ветеранов и заниматься фотографиями. Окончила курсы фотографов.

## Достижения
- Серебряный призёр чемпионата мира среди юниорок: 2001
- Чемпион Европы среди юниорок: 2002
- Серебряный призёр молодёжного чемпионата Европы: 2002
- Обладатель Мирового кубка: 2003
- Чемпион России: 2004
- Бронзовый призёр чемпионата России: 2005
- Серебряный призёр чемпионата Испании: 2010
- Обладатель Кубка России: 2004, 2005.